# Trippigleben
Trippigleben ist Ortschaft und Ortsteil der Stadt Klötze im Altmarkkreis Salzwedel in Sachsen-Anhalt.

## Geographie
Das altmärkische Dorf Trippigleben, ein Rundplatzdorf mit Kirche auf dem Platz, liegt 17 Kilometer westlich von Gardelegen am nördlichen Rand des Naturparks Drömling und im Vogelschutzgebiet „Feldflur bei Kusey“. Im Nordosten liegen das Trippiglebener Moor und das Jeggauer Moor, die zum Naturschutzgebiet Ohre-Drömling gehören.

## Geschichte

### Mittelalter bis Neuzeit
Der Ort wurde 1121 erstmals als Droploge erwähnt, als Bischof Reinhard von Halberstadt den Ort Kalbe dem von ihm gestifteten Mönchskloster St. Lorenz in Schöningen vereignete. Im Jahre 1394 wurde dat dorp to Trippicleve zusammen mit Köckte, Breitenfeld und Tarnefitz von Gebhard von Berenbruke für 45 Mark Silbers den Herzögen Bernhard und Heinrich von Braunschweig und Lüneburg überlassen. So kam Trippigleben zum Amt Braunschweig-Lüneburg. Durch die Grenzlage und Zollgrenze hatten viele Bewohner den Schmuggel als Nebenerwerb.
Weitere Nennungen sind 1597 Tribeckleben, 1629 Trippichleben und 1820 Trippigleben.
Die Freiwillige Feuerwehr wurde 1933 gegründet.

### Eingemeindungen
Das Dorf gehörte bis 1807 zum braunschweig-lüneburgische Amt Klötze und anschließend bis 1808 zum Kanton Mieste im Königreich Westphalen, danach bis 1810 zum Amt Klötze im Kurfürstentum Braunschweig-Lüneburg und anschließend bis 1813 zum Kanton Mieste im Königreich Westphalen. Von 1813 bis 1815 kam es zurück zum Amt Mieste in Braunschweig-Lüneburg beziehungsweise im Königreich Hannover. Erst 1816 kam Trippigleben zum preußischen Landkreis Gardelegen im Regierungsbezirk Magdeburg.
Am 25. Juli 1952 wurde Trippigleben in den Kreis Klötze umgegliedert. Am 1. April 1974 wurde die Gemeinde Trippigleben in die Gemeinde Wenze eingemeindet. Mit der Eingemeindung von Wenze nach Klötze am 1. Januar 2010 kam Trippigleben als Ortsteil zur Stadt Klötze und gleichzeitig zur neuen Ortschaft Wenze.
Im Oktober 2018 war im Ortschaftsrat Wenze ein Antrag an die Stadt Klötze vorgestellt worden mit dem Ziel, die bisherige Ortschaft Wenze aufzulösen und bei der Kommunalwahl 2019 eine eigene Ortschaft Trippigleben zu errichten. Am 1. Juli 2019 wurde die Ortschaft Trippigleben mit dem Ortsteil Trippigleben gebildet. Der Ortschaftsrat besteht aus 3 Mitgliedern.

### Einwohnerentwicklung

#### Gemeinde
| Jahr | Einwohner |
| ---- | --------- |
| 1755 | 119       |
| 1801 | 132       |
| 1818 | 142       |
| 1840 | 251       |
| 1864 | 298       |
| 1871 | 302       |
| 1885 | 288       |
| 1895 | 290       |

| Jahr | Einwohner |
| ---- | --------- |
| 1900 | [00]296   |
| 1905 | 306       |
| 1910 | [00]343   |
| 1925 | 354       |
| 1939 | 356       |
| 1946 | 538       |
| 1964 | 317       |
| 1971 | 240       |

Quelle, wenn nicht angegeben, bis 1971:

#### Ortsteil
| Jahr | Einwohner |
| ---- | --------- |
| 2016 | 155       |
| 2018 | [00]162   |
| 2020 | [00]151   |
| 2021 | [00]144   |
| 2022 | [0]151    |
| 2023 | [0]147    |

## Religion
Die evangelische Kirchengemeinde Trippigleben, früher zur Pfarrei Jeggau gehörig, wird heute betreut vom Pfarrbereich Breitenfeld im  Kirchenkreis Salzwedel im Bischofssprengel Magdeburg der Evangelischen Kirche in Mitteldeutschland.

## Politik

### Ortsbürgermeister
Andreas Melzer ist seit Juli 2019 Ortsbürgermeister der Ortschaft Trippigleben.

### Ortschaftsrat
Bei der Ortschaftsratswahl am 9. Juni 2024 erreichte Wählergemeinschaft „Wir für Trippigleben“ alle 3 Sitze, so wie im Jahre 2019. Gewählt wurden eine Ortschaftsrätin und zwei Räte. Die Wahlbeteiligung betrug 89,60 Prozent.

## Kultur und Sehenswürdigkeiten
- Der Männerturnverein MTV Trippigleben e. V., gegründet 1912, existierte bis 2007. Im Jahre 2008 ist er neu gegründet worden.[21]
- Die evangelische Dorfkirche Trippigleben ist ein dreiseitig geschlossener Fachwerksaal mit quadratischem, halb eingebautem Westturm aus dem 18. Jahrhundert.[22]
- Der Ortsfriedhof liegt am östlichen Ortsausgang.
- In Trippigleben steht ein Denkmal für die Gefallenen des Ersten und Zweiten Weltkrieges.[23]

## Wirtschaft und Infrastruktur
- Landfleischerei Trippigleben GmbH